# Relations entre le Canada et la France
Les relations entre le Canada et la France sont des relations internationales s'exerçant entre un État d'Amérique du Nord, le Canada, et un autre principalement européen, la République française. Elles sont structurées par deux ambassades, l'ambassade du Canada en France et l'ambassade de France au Canada.

## De 1830 à 1850
À la suite de la défaite des Plaines d'Abraham en 1759, la France est contrainte de céder le Canada à la Grande-Bretagne à partir de 1763. Cette conquête par les Britanniques marque alors une rupture dans les relations entre la France et le Canada. 
La colonie, alors peuplée en majorité de colons français, voit peu à peu l'arrivée de Britanniques, ayant une culture différente. Ceci entraîne un bouleversement et « un changement profond » allant « dans le sens d'un appauvrissement des relations franco-canadiennes ». 
Le Canada, colonie sous l'Empire britannique, ne peut avoir un rôle sur le plan international et donc maintenir des relations diplomatiques officielles avec la France. Ainsi, les seules formes de relations qui ont pu être maintenues furent lorsque les Canadiens français voyageaient en France ou lorsque des Français se rendaient au Canada.
Par ailleurs, l'absence de ligne  régulière  française[Quoi ?] les migrations de personnes et les échanges de biens qui doivent alors passer par la « voie anglaise » ou la « voie américaine » pour gagner le Canada.

## Relations entre la France et le Québec
La France et le Québec ont officiellement renoué à partir du milieu du XIXe siècle. En effet, les Canadiens français commençaient peu à peu à se reconnaître comme constituant une nation.
De plus, après une longue période de guerres européennes et coloniales entre le Royaume-Uni et la France, les deux pays décident de s'unir contre la Russie pour protéger l'Empire Ottoman.
La somme de ces éléments permet alors la création d'un consulat à Québec en 1859. 
Le 5 octobre 1961, la Délégation générale du Québec à Paris fut inaugurée : elle « représente le Québec sur l'ensemble du territoire français et de la Principauté de Monaco ». La Maison du Québec à Saint-Malo fut également instaurée en 1984, en hommage à « la première traversée de Jacques Cartier en 1534, début de la grande aventure de la Nouvelle-France ».
Le 24 juillet 1967, depuis le balcon de l'Hôtel de Ville de Montréal, le discours, et plus précisément la dernière phrase «Vive le Québec libre ! » du général de Gaulle, ont déclenché la plus grande crise franco-canadienne de l'histoire.

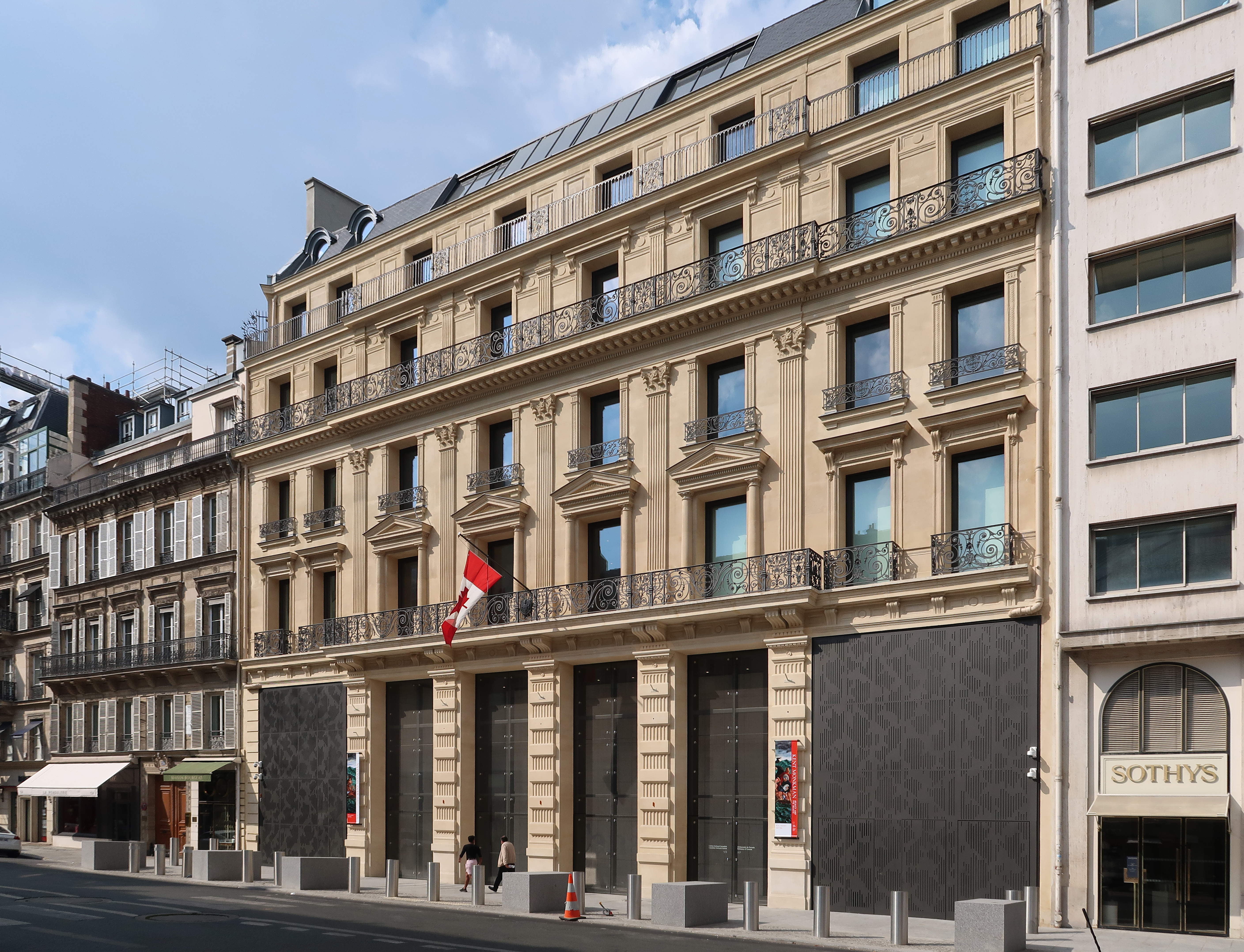
L'Ambassade du Canada en France, à Paris.